# Мы — семья
«Мы — семья» (исп. Somos familia) ― аргентинский телесериал, выпущенный и транслируемый каналом Telefe в 2014 году.

## Сюжет
Главные герои ― Хоакин, известный бизнесмен, владелец завода по производству мотоциклов, и Мануэла, его горничная. После гибели своего друга Серхио Миранды и его жены в авиакатастрофе Хоакин стал законным опекуном четырёх сирот Миранды. Одна из этих сирот ― Пилар Миранда, которая на самом деле дочь Мануэлы. Мануэла забеременела в возрасте 15 лет и была вынуждена отдать свою новорожденную дочь на усыновление. Годы спустя она стала журналисткой и начала искать своего ребёнка. Узнав, что Пилар была усыновлена Мирандами, она устроилась горничной в их дом. После смерти Миранды она приехала вместе с детьми работать на Хоакина. Чтобы не раскрывать свою истинную личность, она работает под вымышленным именем Рамона.

## В ролях
- Густаво Бермудес ― Хоакин
- Ана Мария Ороско ― Мануэла
- Бетина О'Коннелл ― Ирен
- Томас Фонци ― Педро
- Пабло Аларкон ― Грегорио
- Моника Карбера ― Рамона
- Мартин Кампилонго ― Армандо
- Ева Де Доминичи ― Пилар
- Николас Фуртадо ― Максимо
- Аугусто Шустер ― Хуан
- Сильвина Боско ― Маргарита
- Мими Арду ― Эльза
- Лусиана Гонсалес Коста ― Лола
- Иво Куцаридо ― Фабиан

## Производство
Песня «Somos familia» была написана аргентинским композитором Тианом, который пишет темы для телевизионных программ, и исполнена испанским художником Алексом Убаго. Песня была спродюсирована в Испании в июне 2013 года Рубеном Кабальеро. Сериал вышел в эфир во время тура Ubago 2014 года по Аргентине.

## Приём
Сериал вышел в эфир, когда теленовелла «Только ты» на 13-м канале подходила к концу. «Мы — семья» получила более высокий рейтинг.